# Mill Plain
Mill Plain és una concentració de població designada pel cens dels Estats Units a l'Estat de Washington. Segons el cens del 2000 tenia 7.400 habitants.

## Demografia
Segons el cens del 2000, Mill Plain tenia 7.400 habitants, 2.379 habitatges, i 1.953 famílies. La densitat de població era de 477,8 habitants per km².
Dels 2.379 habitatges en un 49,7% hi vivien nens de menys de 18 anys, en un 71% hi vivien parelles casades, en un 7,7% dones solteres, i en un 17,9% no eren unitats familiars. En el 12,6% dels habitatges hi vivien persones soles el 3,5% de les quals corresponia a persones de 65 anys o més que vivien soles. El nombre mitjà de persones vivint en cada habitatge era de 3,11 i el nombre mitjà de persones que vivien en cada família era de 3,41.
Per edats la població es repartia de la següent manera: un 34,5% tenia menys de 18 anys, un 7,2% entre 18 i 24, un 35,3% entre 25 i 44, un 17,3% de 45 a 60 i un 5,7% 65 anys o més.
L'edat mediana era de 30 anys. Per cada 100 dones de 18 o més anys hi havia 95,4 homes.
La renda mediana per habitatge era de 58.432 $ i la renda mediana per família de 59.386 $. Els homes tenien una renda mediana de 45.385 $ mentre que les dones 26.803 $. La renda per capita de la població era de 21.181 $. Aproximadament el 7,6% de les famílies i el 10,3% de la població estaven per davall del llindar de pobresa.

## Poblacions properes
El següent diagrama mostra les poblacions més properes.